# 氨碱法

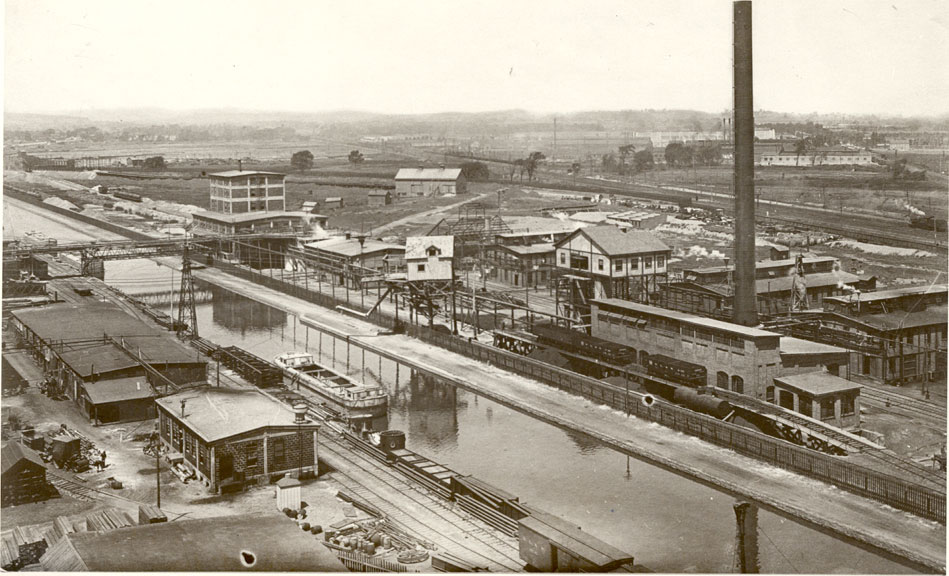
索尔维制碱法工厂，位于索尔维市（纽约州）; the Erie Canal passed through this plant until about 1917. From the Solvay Process collection of the Solvay, New York, Public Library.

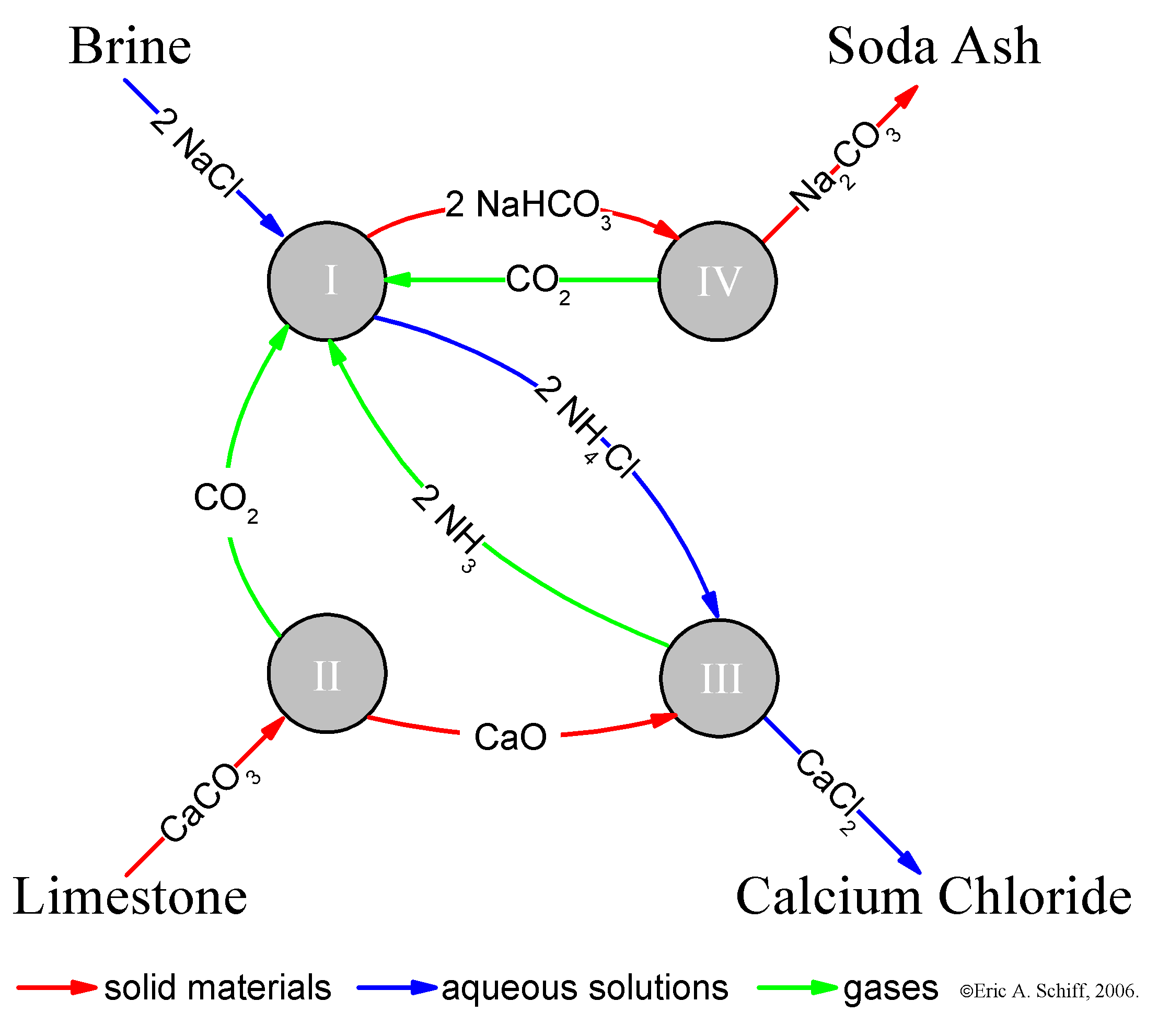
索尔维制碱法的原理。每个圆圈代表一个反应。

索尔维制碱法作为在化学工业一个循环过程的一个例子（绿色=反应物，黑色=中间体，红色=产品）

氨碱法（Solvay process、ammonia-soda process；又称“索尔维制碱法”）是1861年比利时工业化学家欧内斯特·索尔维发明的用氨水来使氯化钠转变为碳酸钠的方法。 索尔维反应在一个高塔中完成。
索尔维法是工业生产碳酸钠的主要方法。此法于19世纪60年代由索尔维公司实现现代化生产。此法原料便宜且易得：盐卤（来自井盐或海盐）和石灰石（开采自石灰石矿）。全世界2005年碳酸钠产量估计为420亿千克。碳酸钠产量的75%源于基于索尔维法的化工厂，其余为天然矿采集而来。

## 主要反应方程式
在底部，碳酸钙（石灰石）被加热来获取二氧化碳：
CaCO3 → CaO + CO2    (II)
在顶部，浓缩的氯化钠（食盐）和氨水进入塔中。当二氧化碳通过液体时，碳酸氢钠（小苏打）沉淀出来：
NaCl + NH3 + CO2 + H2O → NaHCO3 + NH4Cl    (I)
碳酸氢钠在高温下转换为碳酸钠，释放出水和二氧化碳：
2 NaHCO3 -高温→ Na2CO3 + H2O + CO2    (IV)
同时，第二个反应的副产品氯化铵与第一个反应的副产品氢氧化钙（消石灰，使氧化钙与水反应生成）反应生成氨水：
CaO + H2O → Ca(OH)2
Ca(OH)2 + 2 NH4Cl → CaCl2 + 2 NH3 + 2 H2O    (III)
二氧化碳从步骤（Ⅳ）被回收后，再被用于在步骤（I）中。因为索尔维反应循环使用了氨水，它只需要食盐和石灰石，并且氯化钙是唯一主要的废品，可被出售作为道路盐。 这使它比其他反应经济很多，并且很快成为国际上通用的制造纯碱的方法。到1900年时，90%的碳酸钠使用氨碱法制造，而最后一个勒布朗制碱法工厂在1920年代初期关闭了。